# Blakesburg
Blakesburg és una població dels Estats Units a l'estat d'Iowa. Segons el cens del 2000 tenia 374 habitants.

## Demografia
Segons el cens del 2000, Blakesburg tenia 374 habitants, 166 habitatges, i 105 famílies. La densitat de població era de 534,8 habitants per km².
Dels 166 habitatges en un 27,1% hi vivien nens de menys de 18 anys, en un 48,2% hi vivien parelles casades, en un 11,4% dones solteres, i en un 36,7% no eren unitats familiars. En el 29,5% dels habitatges hi vivien persones soles el 16,9% de les quals corresponia a persones de 65 anys o més que vivien soles. El nombre mitjà de persones vivint en cada habitatge era de 2,25 i el nombre mitjà de persones que vivien en cada família era de 2,78.
Per edats la població es repartia de la següent manera: un 21,7% tenia menys de 18 anys, un 10,7% entre 18 i 24, un 26,5% entre 25 i 44, un 22,7% de 45 a 60 i un 18,4% 65 anys o més.
L'edat mediana era de 38 anys. Per cada 100 dones de 18 o més anys hi havia 80,9 homes.
La renda mediana per habitatge era de 28.500 $ i la renda mediana per família de 35.417 $. Els homes tenien una renda mediana de 27.813 $ mentre que les dones 20.313 $. La renda per capita de la població era de 13.962 $. Entorn del 13,5% de les famílies i el 14,3% de la població estaven per davall del llindar de pobresa.

## Poblacions més properes
El següent diagrama mostra les poblacions més properes.